# Rasoir d'Ockham
Pour les articles homonymes, voir Rasoir d'Ockham (homonymie).

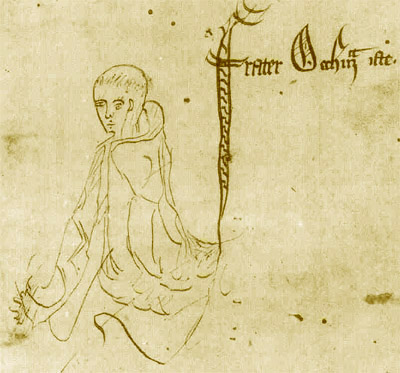
Frater Occham iste : représentation dessinée de Guillaume d'Ockham (1341).

Le rasoir d'Ockham ou rasoir d'Occam est un principe de raisonnement philosophique entrant dans les concepts de rationalisme et de nominalisme. Le terme vient de « raser » qui, en philosophie, signifie « éliminer des explications non nécessaires d'un phénomène » et du philosophe du XIVe siècle Guillaume d'Ockham.

Également appelé principe de simplicité, principe d'économie ou principe de parcimonie (en latin « lex parsimoniae »), il dispose d'une ancienne formulation : 

Pluralitas non est ponenda sine necessitate
(les multiples ne doivent pas être utilisés sans nécessité)
Dans le langage courant, le rasoir d'Ockham pourrait s'exprimer par les phrases : « L'explication la plus simple est généralement la bonne », ou : « Pourquoi faire compliqué quand on peut faire simple ? » Une formulation plus moderne est que « les hypothèses suffisantes les plus simples doivent être préférées (il faut et il suffit) ». C'est un des principes heuristiques fondamentaux en science, mais ce n'est ni un principe de départ ni un résultat scientifique. 
Le principe fait appel à une simplicité en termes de nombre d'entités, de concepts ou d'hypothèses utilisés, et non en termes de complexité de leur combinaison, les deux se contredisant généralement : si vous avez une explication d'un phénomène par la combinaison de deux causes séparées, le principe incite à rechercher une cause unique plus profonde qui serait à l'origine des causes préalablement postulées, ce qui donnera finalement, en cas de succès, une construction plus complexe mais avec un nombre plus réduit d'hypothèses. Par exemple, construire une grande unification, où une unique loi physique en remplace trois, est compliqué et n'est pas encore fait, mais cela serait conforme au principe de simplicité du rasoir d'Ockham.  
La « simplicité » dont il est question ici ne signifie donc pas l'hypothèse la plus simpliste, la plus évidente ou la plus conventionnelle. Et elle n'est pas non plus une garantie de qualité ou de vérité. Le rasoir ne prétend pas désigner quelle hypothèse est vraie, il indique seulement laquelle il vaut mieux considérer en premier.
La rationalité est aujourd'hui comprise comme la pratique de la logique à laquelle on a adjoint le principe de parcimonie. Ce principe, ou principe d'économie d'hypothèses, implique que lorsqu'un chercheur propose « une inférence sur le monde réel, le meilleur scénario ou la meilleure théorie est celui qui fait intervenir le plus petit nombre d'hypothèses ad hoc, c'est-à-dire hypothèses non documentées ».

## Historique
En philosophie, le terme « rasoir » désigne un principe ou une règle générale qui permet de réduire (de « raser ») le nombre d'explications d'un phénomène. Le rasoir d'Ockham tient son nom du frère franciscain anglais Guillaume d'Ockham (v. 1285 - 9 avril 1347), philosophe et logicien qui le formula, bien que ce concept fût connu au moins depuis le Grec Empédocle (Ve siècle av. J.-C.). Il est parfois orthographié « rasoir d'Occam », ces deux graphies du nom du philosophe étant acceptées. En réalité, on n'a, jusqu'à présent, jamais trouvé l'adage écrit dans l'un des ouvrages du philosophe.
Le principe tel que formulé par Guillaume d'Ockham est : « Les multiples ne doivent pas être utilisés sans nécessité » (Pluralitas non est ponenda sine necessitate), dans son ouvrage Quaestiones et decisiones in quatuor libros Sententiarum cum centilogio theologico, livre II (1319). L'énoncé Entia non sunt multiplicanda praeter necessitatem, littéralement « Les entités ne doivent pas être multipliées par-delà ce qui est nécessaire », est une variante souvent attribuée à Guillaume d'Ockham, sans cependant qu'il y en ait trace dans ses écrits.
Des principes proches du rasoir d'Ockham ont été formulés bien avant ce philosophe :
- Aristote : « Il vaut mieux prendre des principes moins nombreux et de nombre limité, comme fait Empédocle » (Physique, Livre I, 4, 188 a17)[4] ;
- adage scolastique dérivé d'Aristote : « C'est en vain que l'on fait avec plusieurs ce que l'on peut faire avec un petit nombre. Frustra fit per plura quod potest fieri per pauciora. » Cité par Guillaume d'Ockham (Summa totius logicae, I, 12) (1323) ;
- Thomas d'Aquin (1225-1274) : « […] ce qui peut être accompli par des principes en petit nombre ne se fait pas par des principes plus nombreux (quod potest compleri per pauciora principia, non fit per plura » (Summa Theologiae, Prima Pars, Q.2 art.3 -AG2).

Le rasoir d'Ockham sera également abondamment repris après lui :
- Isaac Newton « Nous ne devons pas admettre plus de causes des objets observables que ceux qui sont à la fois vrais et suffisants pour expliquer leur apparence. Par conséquent, les mêmes effets naturels doivent être autant que possible reliés aux mêmes causes »[5].

- Étienne Bonnot de Condillac (1715-1780), en 1746, utilisa pour la première fois l’expression « rasoir des nominaux » dans une note en bas de page de son livre Essai sur l'origine des connaissances humaines (Ire part., sect. V, § 5, note a) ;
- Ernst Mach : « Les savants doivent utiliser les concepts les plus simples pour parvenir à leurs résultats et exclure tout ce qui ne peut être perçu par les sens »[réf. nécessaire] ;
- le canon de Morgan (1852-1936) énonce qu'« une activité comportementale ne doit en aucun cas être interprétée comme la conséquence d'une faculté mentale élaborée, si la même activité comportementale peut être conçue comme le fruit d'une activité mentale moins élevée[6]. » ;
- Bertrand Russell (1914) : le rasoir d'Ockham est « la maxime méthodologique suprême lorsqu'on philosophe » (On the Nature of Acquaintance, p. 145[7]) ;
- Ludwig Wittgenstein (1921) : « Si un signe n'a pas d'usage, il n'a pas de signification. Tel est le sens de la devise d'Occam. (Si tout se passe comme si un signe avait une signification, c'est qu'alors il en a une) » (Tractatus logico-philosophicus, 3.328[8]).

## Fondements du principe
Aussi appelé « principe de simplicité », « principe de parcimonie », ou encore « principe d'économie », il exclut la multiplication des raisons et des démonstrations à l'intérieur d'une construction logique. Cependant lorsqu'une erreur se glisse dans les propositions de départ, utiliser le rasoir d'Ockham peut s'avérer par la suite une erreur.
Le principe du rasoir d'Ockham consiste à ne pas utiliser de nouvelles hypothèses tant que celles déjà énoncées suffisent, à utiliser autant que possible les hypothèses déjà faites, avant d'en introduire de nouvelles, ou, autrement dit, à ne pas apporter aux problèmes une réponse spécifique, ad hoc, avant d'être (pratiquement) certain que c'est indispensable, sans quoi on risque de complexifier le problème, et de passer à côté d'un théorème ou d'une loi physique. « Nous ne devons admettre comme causes des choses de la nature au-delà de ce qui est à la fois vrai et suffisant à en expliquer l'apparence » (Isaac Newton). On traduit souvent ce principe sous la forme d'une préférence de l'hypothèse « la plus simple » parmi toutes celles qui sont échafaudées, mais il convient d'approfondir différents points :
- ce n'est pas (seulement) la simplicité d'une hypothèse qui compte ; étant donné un ensemble déterminé de conclusions, c'est la simplicité (faible complexité) de l'ensemble des hypothèses faites pour aboutir à ces conclusions. Par exemple, les mathématiciens ont cherché à déduire le cinquième postulat d'Euclide à partir des quatre premiers, ce qui s'est avéré finalement vain et a conduit à désigner ce postulat comme le cinquième axiome ;
- l'hypothèse d'un contrôle divin permanent sur les mouvements célestes paraît, à première vue, plus simple que les lois de la physique. Toutefois, elle implique qu'on y postule l'existence d'un dieu, ce qui introduit des éléments supplémentaires de complexité : d'où vient-il ? Quelles sont ses intentions ? Etc. Elle ne répond même pas au problème de départ puisqu'elle ne permet de tirer aucune conclusion : les choses sont ainsi parce qu'elles ont été voulues ainsi[1] ;
- le même principe est utilisé pour affirmer que la sélection naturelle est plus simple pour expliquer la vie que l'existence d'un dieu, selon Richard Dawkins, éthologiste évolutionniste[9]. La création du monde telle que relatée dans le Livre de la Genèse est en apparence simple, mais elle introduit des problématiques supplémentaires par rapport aux explications de la science. Si les animaux n'ont jamais évolué, on peut se demander comment des espèces dont on connaît l'existence grâce aux fossiles ont pu disparaître. Par ailleurs, la Bible relate que l'Homme fut créé juste après les animaux, ce qui signifie qu'il fut contemporain des dinosaures et pose des problèmes de datation et de chronologie ;
- la simplicité de l'interprétation en univers multiples d'Hugh Everett, postule implicitement un espace de fonctionnement complexe, avec un univers qui ne cesse de fourcher exponentiellement à chaque temps de Planck. Seule la confirmation ou l'infirmation de prédictions (David Deutsch) permettra d'en établir ou non une réalité physique distincte de ce que donne le modèle de Copenhague. Elle se confond pour le moment avec lui en termes opérationnels[pas clair] ;
- l'idée du rasoir n'est pas de supprimer purement et simplement des principes pour en diminuer le nombre, mais de densifier ceux qui restent afin qu'ils incluent tous les autres ;
- le rasoir est illustré notamment par la théière de Russell.

## Rasoir d’Ockham et science moderne
Le rasoir d'Ockham n'est pas un outil très incisif, car il ne donne pas de principe opératoire clair pour distinguer entre les hypothèses en fonction de leur complexité : ce n'est que dans le cas où deux hypothèses ont la même vraisemblance (ou poids d'évidence) qu'on favorisera l'hypothèse la plus simple (ou parcimonieuse). Il s'agit en fait d'une application directe du théorème de Bayes, où l'hypothèse la plus simple a reçu la probabilité a priori la plus forte. Des avatars modernes du rasoir sont les mesures d'information du type AIC, BIC ou DIC (en) où des mesures de pénalité de la complexité sont introduites dans la log-vraisemblance.[pas clair]
Par ailleurs, si le rasoir d'Ockham est une méthode efficace pour obtenir une bonne théorie prédictive, il ne garantit aucunement la justesse d'un modèle explicatif. Notamment le rasoir d'Ockham peut souvent inviter à négliger la différence entre causalité et corrélation.
Cette nuance entre théorie prédictive et théorie explicative est souvent illustrée par ce dialogue célèbre mais probablement apocryphe :
Napoléon : « Monsieur de Laplace, je ne trouve pas dans votre système mention de Dieu. »
Laplace : « Sire, je n'ai pas eu besoin de cette hypothèse. »
D'autres savants ayant déploré que Laplace fasse l'économie d'une hypothèse qui avait justement « le mérite d'expliquer tout », Laplace répondit cette fois-ci à l'Empereur :
Laplace : « Cette hypothèse, sire, explique en effet tout, mais ne permet de prédire rien. En tant que savant, je me dois de vous fournir des travaux permettant des prédictions ».
La science actuelle, quand elle se satisfait de modèles prédictifs, fait bon usage du rasoir d'Ockham. Mais utiliser celui-ci pour choisir une théorie explicative est dangereux dans la mesure où une mauvaise théorie explicative peut sérieusement retarder les développements ultérieurs.
Ludwig Wittgenstein, dès le Tractatus logico-philosophicus a opéré une importante critique d'un certain scientisme (notamment russellien) qui consistait à considérer la devise d'Occam comme une « maxime de la philosophie scientifique » (cf. Russell, Notre connaissance du monde extérieur), qui nous autoriserait de pourchasser les entités surnuméraires. Or pour Wittgenstein, ce n'est certainement pas une maxime que l'on peut se proposer d'utiliser (parce qu'alors on pourrait la refuser) : c'est bien une « devise », elle s'applique d'elle-même :
« 3.328 - « Si un signe n’a pas d’usage, il n’a pas de signification. Tel est le sens de la devise d'Occam.
(Si tout se passe comme si un signe avait une signification, c'est qu'alors il en a une.) »
5.47321 - « La devise d’Occam n'est naturellement pas une règle arbitraire, ou justifiée par son succès pratique : elle déclare que les unités non nécessaires d'un système de signes n'ont aucune signification.
Des signes qui ont un seul et même but sont logiquement équivalents, des signes qui n'ont aucun but sont logiquement sans signification. »
L'induction de Solomonoff est une formalisation mathématique et une preuve,,,, du rasoir d'Ockham, sous l’hypothèse que l'environnement suit une loi de probabilité inconnue mais calculable. Les théories calculables les plus courtes ont un plus grand poids dans le calcul de la probabilité de l'observation suivante, en utilisant toutes les théories calculables qui décrivent parfaitement les observations précédentes.

## Anti-rasoirs

### Antiquité
Entre -367 et -361 avant J.-C., Platon, dans Le Politique, dénie à la brièveté du raisonnement une priorité intrinsèque par rapport à sa longueur. L'Étranger d'Élée, bouche de Platon dans le dialogue, cherche à convaincre Socrate le Jeune que les arguments accumulés dans la discussion, sans un rapport direct avec le sujet, ne sont pas « inutiles » et superflus (283b) :
« XXIV. – L'ÉTRANGER : Bon. Mais alors pourquoi donc n'avons-nous pas répondu tout de suite : « Le tissage est l'entrelacement de la trame avec la chaîne », au lieu de tourner en cercle et de faire tant de distinctions inutiles ?
– SOCRATE LE JEUNE : Pour moi, étranger, je ne vois rien d'inutile dans ce qui a été dit.

– L'ÉTRANGER : Je ne m'en étonne pas ; mais il se peut, bienheureux jeune homme, que tu changes d'avis. Contre une maladie de ce genre, si par hasard elle te prenait par la suite – et il n'y aurait à cela rien d'étonnant –, je vais te soumettre un raisonnement applicable à tous les cas de cette sorte. »
Ainsi, selon Platon, ce n'est ni la longueur, ni la brièveté du raisonnement qui détermine sa pertinence argumentative, mais sa « convenance » (286c) par rapport à la mesure du discours, en l’occurrence la qualité de la dialectique. On ne doit donc pas s'émouvoir de l'accumulation des hypothèses : le risque du principe de parcimonie est d'affecter l'inventivité de l'auditeur (287 a-b) :
« – L'ÉTRANGER : [...] Car nous n'aurons nul besoin d'ajuster la longueur de nos discours au désir de plaire, sinon accessoirement, et quant à la manière la plus facile et la plus rapide de chercher la solution d'un problème donné, la raison nous recommande de la tenir pour secondaire et de ne pas lui donner le premier rang, mais d'estimer bien davantage et par-dessus tout la méthode qui enseigne à diviser par espèces, et, si un discours très long rend l'auditeur plus inventif, de le poursuivre résolument, sans s'impatienter de sa longueur ; et sans s'impatienter non plus, s'il se trouve un homme qui blâme les longueurs du discours dans des entretiens comme les nôtres et n'approuve point nos façons de tourner autour du sujet, il ne faut pas le laisser partir en toute hâte et tout de suite après qu'il s'est borné à blâmer la longueur de la discussion ; il lui reste à faire voir qu'il y a des raisons de croire que, si elle eût été plus courte, elle aurait rendu ceux qui y prenaient part plus aptes à la dialectique et plus ingénieux à démontrer la vérité par le raisonnement. »
Le critère ici avancé par Platon contre le principe de parcimonie est donc sa nuisance à l'inventivité de l'auditeur et, plus largement, à l'exercice de la dialectique (285d). L'opposition de Platon au principe de parcimonie érigé comme fin suffisante du discours se retrouve dans ses nombreuses digressions dans ses différents dialogues, digressions qui, chacune, sont en fait d'une importance capitale en ce qu'elles « ouvrent le Logos à une autre dimension, comme si, en "évoluant" autour d'un objet, la pensée prenait de la hauteur. »

### Moyen Âge
Walter Chatton était un contemporain de Guillaume d'Ockham qui contestait la théorie de ce dernier et proposa son anti-rasoir, en expliquant que la quantité des moyens de vérifier une proposition ne doit être épuisée qu'une fois que l'on s'est bien assuré d'avoir fait le tour du sujet :

« Si trois choses ne sont pas suffisantes pour vérifier une proposition affirmative sur des choses, une quatrième doit être ajoutée, et ainsi de suite. »

### XXesiècle
Plus tard, le mathématicien Karl Menger formule une « loi contre l'avarice » : « Les entités ne doivent pas être réduites au point d'insuffisance » et, plus généralement, « Il est vain d'essayer de faire avec moins ce qui requiert plus », et démontre que parfois trop de concepts différents sont unis sous un seul terme (par ex. : « variable »).
Sans être fondamentalement « anti-rasoir », Stephen Jay Gould, dans Le Pouce du panda, pense que « […] les explications les plus simples ne [sont] pas toujours vraies dans notre monde aussi prodigieusement complexe […]. »

Dans la même veine, Eugene Koonin, dans The Logic of Chance, précise que : 

« Le principe de parcimonie est contestable parce qu'il existe de nombreux arbres [phylogénétiques] qui sont seulement à peine moins parcimonieux que le meilleur mais qui présentent une topologie différente. »

## Concepts similaires
Il existe de nombreux principes similaires, par exemple :
- le principe d'économie cognitive[27] ;
- le principe de la moindre action ;
- l'équilibre de Nash ;
- le principe cosmologique (l'observateur n'a pas de raison de croire a priori qu'il occupe une position privilégiée) ;
- KISS, en ingénierie, qui en est une application directe.

## Dans la culture populaire
Le rasoir d'Ockham est connu au-delà des cercles scientifiques au travers de divers supports de la culture populaire.

### Littérature
Dans le 3e tome de la trilogie 1Q84 de Haruki Murakami, le principe du rasoir d'Ockham est évoqué lorsque le personnage d'Ushikawa enquête sur les liens qu'il soupçonne entre Aomamé et la fondatrice d'une Safe House pour femmes battues.
Dans le livre Le Rasoir d'Okham de Henri Loevenbruck, le policier Ari Mackenzie met en oeuvre le principe du rasoir d'Ockham pour résoudre les enquêtes dont il a la charge.
Dans le livre La boite à Magie de Camilla Läckberg et Henrik Fexeus, le mentaliste Vincent, qui aide la policière Mina dans la résolution d'un meurtre, évoque cette théorie. 

### Cinéma et télévision
Dans la série télévisée Dr House (2004-2012), dans laquelle le personnage éponyme accorde une grande importance à la logique et au rationalisme, le rasoir d'Ockham est préconisé ainsi : « Quand tu entends des sabots, pense cheval, pas zèbre ». La même métaphore se retrouve dans le film Red Lights (2012) : « Quand j'entends les battements de sabots, je ne pense pas licornes, je pense chevaux ».
De façon plus légère encore, le rasoir d'Ockham est parodié et inversé dans la série d'animation Les Shadoks (1968-1973), dont l'une des devises est : « Pourquoi se compliquer la vie à faire simple quand il est si simple de faire compliqué ? »
Dans la série d’animation Les Simpson, Lisa, la fillette intellectuelle du couple Simpson, fait régulièrement allusion au rasoir d'Ockham.
Dans la série HPI (saison 3, épisode 6), le personnage de Morgane Alvaro explique le principe de rasoir d'Ockham, au cours d'une enquête aux tendances un peu loufoques.
Dans l'épisode 14 de la saison 2 de Mentalist (Passé Trouble), Patrick Jane joue à pile ou face avec son collègue Wayne Rigsby. La pièce tombe systématiquement du côté face et ce à 20 reprises consécutives, permettant à Jane de gagner un pari. Rigsby se questionnant sur la façon dont une telle prouesse a pu être rendue possible, Jane évoque le Rasoir d'Ockham pour forcer son collègue à chercher la solution la plus simple. En réalité, la pièce que Patrick a empruntée puis rendue à Wayne après son jeu n'est pas celle qu'il a utilisée, cette dernière étant pourvue de deux côtés face.
Dans le film de science-fiction Contact (1997), l'héroïne (jouée par Jodie Foster) affirme ne pas croire en Dieu sur la base du principe du rasoir d’Occam ; par la suite, ironie du sort, elle effectue un voyage-éclair en direction de l'étoile Véga à travers des trous de ver, mais on refuse de la croire au nom du principe du rasoir d’Occam, et son voyage est mis sur le compte d'une hallucination.

### Musique
Occam's Razor est le titre d'un solo de guitare de Frank Zappa, extrait de la chanson Inca Roads, enregistré en concert à Heidelberg en 1978 (c'est une improvisation à partir du thème Hold the line du groupe Toto). Une partie de ce solo a été utilisée par Frank Zappa en 1979 dans son album Joe's Garage pour le titre On the Bus. En 2008, ce solo de guitare a été publié dans son intégralité (9'11) dans l'album posthume One Shot Deal.
Occam's Razor est le titre de la neuvième chanson de l'album God Fearing Heathen (2023) du chanteur américain de musique bluegrass Dan Tyminski.
Occam's Razor est le titre du premier morceau de l'album The Incident (2009) du groupe Porcupine Tree.

### Jeu vidéo
Dans Fallout 3 (2008), on trouve un couteau unique nommé « rasoir d'Occam » sur le corps du commandant Jabsco, le chef de la compagnie Talon. Aucune quête n'est liée à cet objet, il s'agit seulement d'un easter egg.
Dans le jeu Kingdom Core Deliverance 2 (2025), on trouve également une dague qui porte le nom de "Rasoir d'Ockham".